# 파르메니온

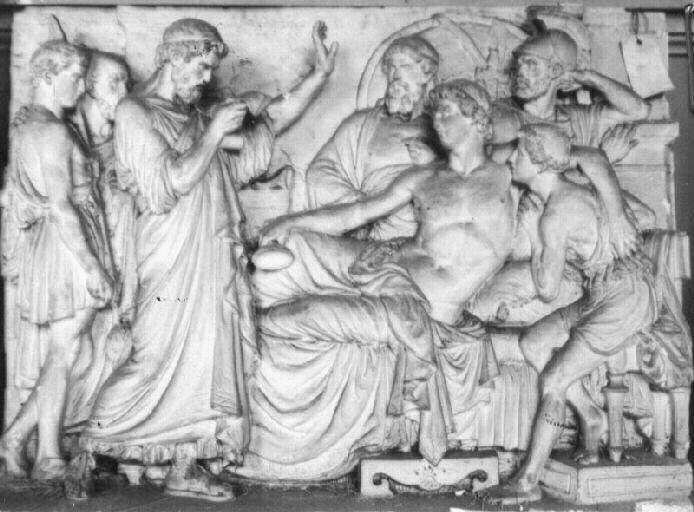

파르메니온(고대 그리스어: Παρμενίων, 라틴어: Parmenion, 기원전 400년 경 – 기원전 330년)은 고대 마케도니아 왕국의 무장으로 필리포스 2세와 알렉산더 3세(대왕)를 섬겼다. 아버지는 필로타스이고, 아산드로스와 아가톤이라는 두 동생이 있다. 아들은 아버지와 동명인 필로타스, 히파스피스트(방패병)를 이끈 니카노르, 알렉산더의 시종이 된 헥토르, 그리고 코이노스와 아탈로스에게 시집 간 두 딸이 있다.

## 필리포스 2세 시대
파르메니온은 필리포스 2세가 가장 신뢰하는 장군이었으며, 마케도니아 군의 육성에 진력했다. 필리포스 2세의 기본 전술은 사리사로 무장한 비교적 경장의 징집병 팔랑크스와 테살리아 기병 등의 방계 기병이 적의 보병과 기병의 공세를 지원하는 동안 근위보병과 정예기병이 돌아 들어가 포위공격을 한다는 것이었다. 파르메니온이 필리포스 2세의 구상을 현실화하기 위한 공세를 막아내는 역할을 한 것으로 알려졌다.
기원전 338년의 카이로네이아 전투에서 필리포스 2세는 아테네, 테바이 연합군을 물리치고 그리스의 패권을 거머쥐었다. 이 전투에서 파르메니온은 당시 왕자였던 알렉산더와 함께 좌익의 기병 부대를 이끌고 보이오티아 군을 괴멸시켰다.
그 후, 필리포스 2세 페르시아 원정을 계획했고, 그 전 단계로 파르메니온을 아탈로스, 칼라스와 함께 선발대로 소아시아에 보냈다. 그러나 필리포스 2세가 암살되었기 때문에 페르시아 원정은 알렉산더에게 넘어가게 되었다.

## 알렉산더 3세 시대
알렉산더 3세가 즉위하자 파르메니온은 마케도니아 군 부총사령관에 취임하여 계속 모루 전술의 일익을 담당했다. 그라니코스 전투, 이수스 전투, 가우가멜라 전투 등은 좌익 세력의 총 지휘를 맡아, 우세한 적의 공세를 지원하고 대왕이 이끄는 우세한 우익에 의한 공세를 준비했다.

## 최후
알렉산더 3세는 기원전 330년에 파르메니온의 아들 니카노르가 병사한 직후 노선 대립으로 파르메니온의 아들 필로타스에게 대왕의 암살음모에 관여했다는 누명을 씌워 처형했다. 또한 파르메니온이 군대를 이끌고 원정군의 보급로 상에 있었기 때문에 파르메니온의 두터운 신뢰를 받는 친구 3명을 보내 메디아에서 기원전 330년에 살해했다.